# Mikrofotobanka
Mikrofotobanka je fotobanka, kde ceny za jednu fotografii začínají od poloviny dolaru. Některé obrázky jsou ke stažení zdarma.

## Kupující
Mikrofotobanku mohou využívat komerční subjekty, ale také soukromí uživatelé. Fotografie mohou použít pro své internetové stránky, reklamu, wallpapery, pro výrobu plakátů, věnování nebo pohlednic apod.

## Prodávající
Mikrofotobanka umožňuje nahrání snímků jak profesionálním, tak amatérským fotografům. Podle zákona je každý fotograf, který prodává přes fotobanky, považován za profesionála. Výše výdělku či poměr výdělku z fotobank na celkovém příjmu nejsou relevantní.
Fotografie musejí splňovat některá kritéria, zejména dostatečné rozlišení a technickou kvalitu. Hodnotí se ostrost, šum, kalibrace barev, absence optických vad, kompozice, ale také komerční potenciál. Bez ohledu na tvůrce jsou požadavky velmi vysoké, kvalitní technika a zkušenosti s editací fotek jsou nutnost. Před přidáním obrázku do databáze musí být fotografie schváleny editorem fotobanky.
Podíl fotografa na prodejní ceně snímku se obvykle pohybuje mezi 15 % až 50 %, standardem je spíše rozmezí 15–25 %. Naprostá většina prodaných fotografií je přes předplatné, kde provize činí cca $0,25–0,50. U licencí přes kreditní systém anebo "on demand" se cena pohybuje v řádu jednotek $, u rozšířených licencí (EL) obvykle v prvních desítkách $.

## Příklady mikrofotobank
- BigStockPhoto
- DreamsTime
- Fotolia
- 123RF
- iStockPhoto
- Shutterstock
- Bigstock
- Samphotostock

## České mikrofotobanky
- 123RF
- Pixmac – jako samostatná zanikla v roce 2015, byla koupena fotobankou Pond5
- Fotky&foto
- Fotobum